# Aparecida de Goiânia
Aparecida de Goiânia é um município brasileiro do estado de Goiás. Localiza-se na Região Metropolitana de Goiânia e sua população, conforme censo do IBGE de 2024, era de 550 925 habitantes, sendo o segundo município mais populoso do estado, ficando atrás somente de Goiânia e o 37º do país. Estendendo-se por uma área de 288,4 km² e ostentando um PIB de R$ 16,98 bilhões em 2021 (terceiro maior PIB de Goiás atrás de Goiânia e Anápolis), é um dos principais centros industriais do estado, sendo intensamente conurbada com Goiânia.
Aparecida de Goiânia tem apenas a cidade de Bersebá, no Sul de Israel como cidade irmã.

## História

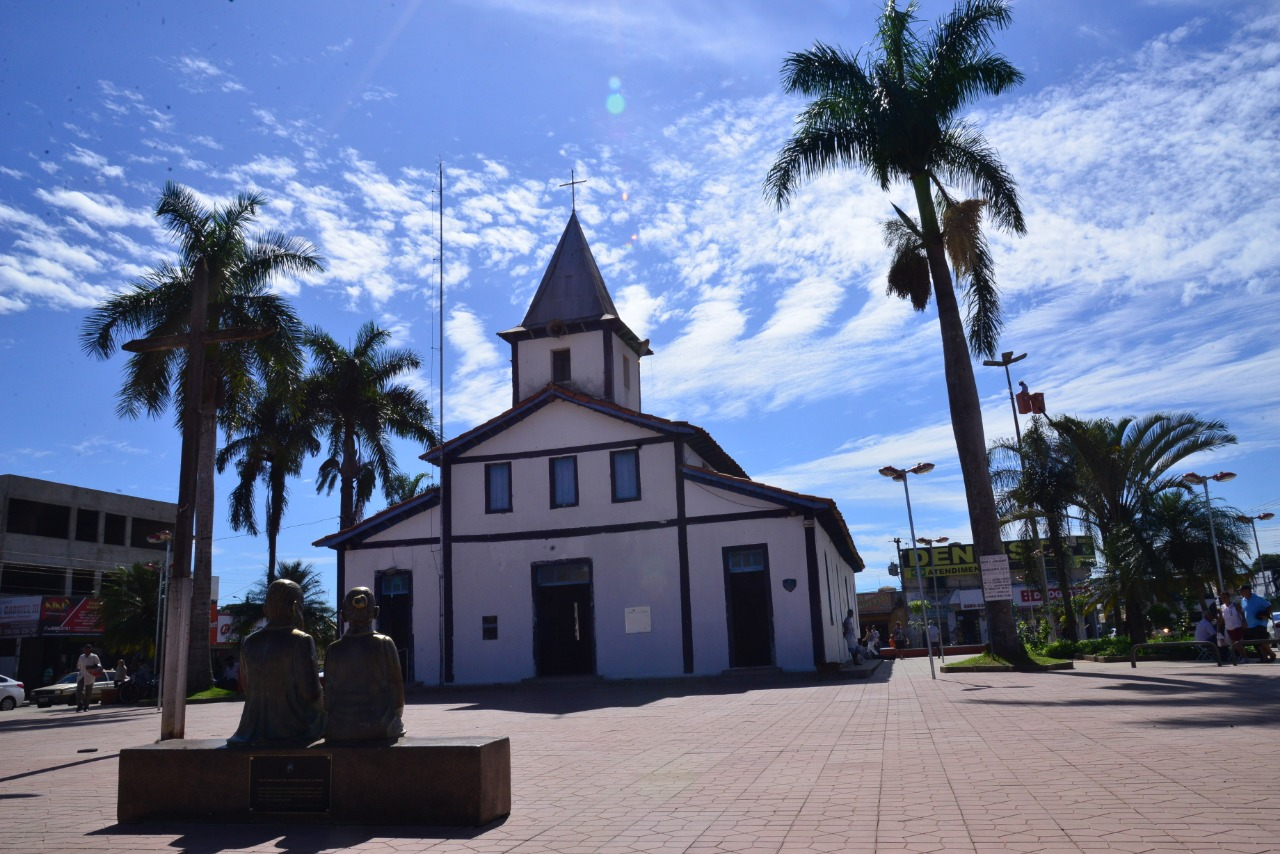
Praça Matriz da cidade.

A fundação da cidade de Aparecida de Goiânia foi possibilitada pela doação de terras feita por um grupo de fazendeiros da região à Igreja Católica em maio de 1922 e pertencia ao Município de Pouso Alto (atual Piracanjuba), logo depois em 1958 passou a integrar-se ao Município de Grimpas (atual Hidrolândia), tornando-se distrito. Em seguida, no dia 14 de novembro de 1963, o Distrito de Aparecida de Goiás emancipou-se de Hidrolândia, passando a se chamar Aparecida de Goiânia. Aparecida de Goiânia passou então a ser o alvo de inúmeros assentamentos promovidos principalmente pelo governo do estado, o que a impulsionou na classificação de um dos maiores índices de crescimento populacional do Brasil.
O Município de Aparecida de Goiânia se chamou, ainda como povoado, Aparecida, nome derivado da padroeira do lugar, Nossa Senhora Aparecida. Em 1958, a Lei Municipal n. 1295 alterou-lhe o nome para Vila Aparecida de Goiás, e restaurou a condição de Distrito, sendo a derivação implícita. Ainda em 1958, a Lei Municipal n. 1.406, de 26 de dezembro, fixou-lhe o nome de Goialândia, formado de Goia de Goiânia e Lândia de Hidrolândia, o que indica Vila situada entre os municípios de Goiânia e Hidrolândia. O nome "Goialândia" porém não foi aceito por parte dos seus moradores, permanecendo o anterior.
A Lei Estadual n. 4.927, de 14 de novembro de 1963 eleva à categoria de Município o Distrito, modificando-lhe o nome para Aparecida de Goiânia, já com foros de cidade, que pode ser dada como cidade que nasceu de Goiânia. Os primórdios da evolução social do pequenino povoado repousam na capelinha Nossa Senhora Aparecida. Local onde os moradores de então praticavam o culto religioso àquela que seria mais tarde consagrada a padroeira do lugar.
Habitavam naquelas paragens os fazendeiros José Cândido de Queirós, Abrão Lourenço de Carvalho, Antônio Barbosa Sandoval, João Batista de Toledo e Aristides Frutuoso suas mulheres e filhos que, juntando-se a mais outros, formavam o núcleo populacional que marcou o início da sua história.
As frequentes desobrigas levadas a efeito pelos padres sediados em Campinas acabaram por incutir nos primeiros habitantes o sentimento religioso da Igreja Católica Apostólica Romana. Os sacerdotes se transportavam para o pequeno lugarejo em animais a fim de cumprirem missão de fé, acentuando indelevelmente a agregação religiosa, incrementando, consequentemente, a afluência de residentes em função do culto.

## Geografia
Nos seus aspectos geográficos, Aparecida de Goiânia integra a Microrregião de Goiânia, estando situada a 18 quilômetros do centro da Capital do Estado pela BR 153 e 15 minutos de percurso. Sua altitude é de 804 metros, com uma área de 289,08 quilômetros quadrados.
Suas terras são do tipo sílico argilosa com pedreiras. A temperatura média oscila entre 26 e 27 graus centígrados.

### Hidrografia
A sua hidrografia é formada pelo Rio Meia-Ponte que banha o município em pequena extensão, servindo de limite com outros municípios. Os ribeirões das Lages, Santo Antônio e o córrego da Serra banham o seu território.
O serviço de eletrificação do município, com energia fornecida pela hidrelétrica de Cachoeira Dourada, foi inaugurado em 11 de maio de 1960 pelas Centrais Elétricas de Goiás (CELG). No aspecto demográfico, a população residente no município após a sua emancipação que não atingia 2.000 pessoas, de acordo com a sinopse preliminar do censo demográfico, sua população em 1980, foi proporcionalmente a de maior crescimento no Brasil, estando assim distribuída: urbana 20 724, rural 21 941 com um total de 42 665 habitantes, ficando a densidade demográfica em 11,40 hab/km².

### Clima
Aparecida de Goiânia possui um clima tropical semiúmido sendo quente a maior parte do ano. Apesar disso, no inverno as temperaturas mínimas podem despencar de 9 a 5 °C (AccuWeather). Porém, as máximas podem ser superiores a 31 °C. (Temperaturas típicas de um dia de inverno: mín. 11 °C/máx.28 °C). Na primavera, são registradas as maiores temperaturas. Há casos em que as temperaturas máximas podem alcançar ou ultrapassar os 38 °C. (Temperaturas típicas de um dia de primavera: mín. 21 °C/máx.35 °C). No verão as temperaturas ficam mais amenas: entre 19 °C e 29 °C. (Temperaturas típicas de um dia de verão: mín. 20 °C/máx.29 °C). No outono, as temperaturas ficam mais amenas variando entre 14 °C e 28 °C. (Temperaturas típicas de um dia de outono: mín. 15 °C/máx.27 °C).
| Dados climatológicos para Aparecida de Goiânia | Dados climatológicos para Aparecida de Goiânia | Dados climatológicos para Aparecida de Goiânia | Dados climatológicos para Aparecida de Goiânia | Dados climatológicos para Aparecida de Goiânia | Dados climatológicos para Aparecida de Goiânia | Dados climatológicos para Aparecida de Goiânia | Dados climatológicos para Aparecida de Goiânia | Dados climatológicos para Aparecida de Goiânia | Dados climatológicos para Aparecida de Goiânia | Dados climatológicos para Aparecida de Goiânia | Dados climatológicos para Aparecida de Goiânia | Dados climatológicos para Aparecida de Goiânia | Dados climatológicos para Aparecida de Goiânia |
| Mês                                            | Jan                                            | Fev                                            | Mar                                            | Abr                                            | Mai                                            | Jun                                            | Jul                                            | Ago                                            | Set                                            | Out                                            | Nov                                            | Dez                                            | Ano                                            |
| ---------------------------------------------- | ---------------------------------------------- | ---------------------------------------------- | ---------------------------------------------- | ---------------------------------------------- | ---------------------------------------------- | ---------------------------------------------- | ---------------------------------------------- | ---------------------------------------------- | ---------------------------------------------- | ---------------------------------------------- | ---------------------------------------------- | ---------------------------------------------- | ---------------------------------------------- |
| Temperatura máxima média (°C)                  | 28,7                                           | 29,1                                           | 28,9                                           | 27,7                                           | 26,8                                           | 26,9                                           | 29                                             | 30                                             | 30,3                                           | 29,3                                           | 28,3                                           | 28,5                                           | 28,6                                           |
| Temperatura média (°C)                         | 23,8                                           | 24                                             | 23,4                                           | 21,8                                           | 20,1                                           | 19,9                                           | 21,8                                           | 23,6                                           | 24,5                                           | 24,2                                           | 23,7                                           | 23                                             | 22,8                                           |
| Temperatura mínima média (°C)                  | 19                                             | 18,9                                           | 18                                             | 15,9                                           | 13,5                                           | 12,9                                           | 14,6                                           | 17,3                                           | 18,7                                           | 19,1                                           | 19,2                                           | 17,6                                           | 17,1                                           |
| Precipitação (mm)                              | 241                                            | 193                                            | 187                                            | 110                                            | 29                                             | 7                                              | 6                                              | 14                                             | 45                                             | 148                                            | 194                                            | 243                                            | 1 417                                          |
| Fonte: Climate-Data.org                        |                                                |                                                |                                                |                                                |                                                |                                                |                                                |                                                |                                                |                                                |                                                |                                                |                                                |

## Demografia

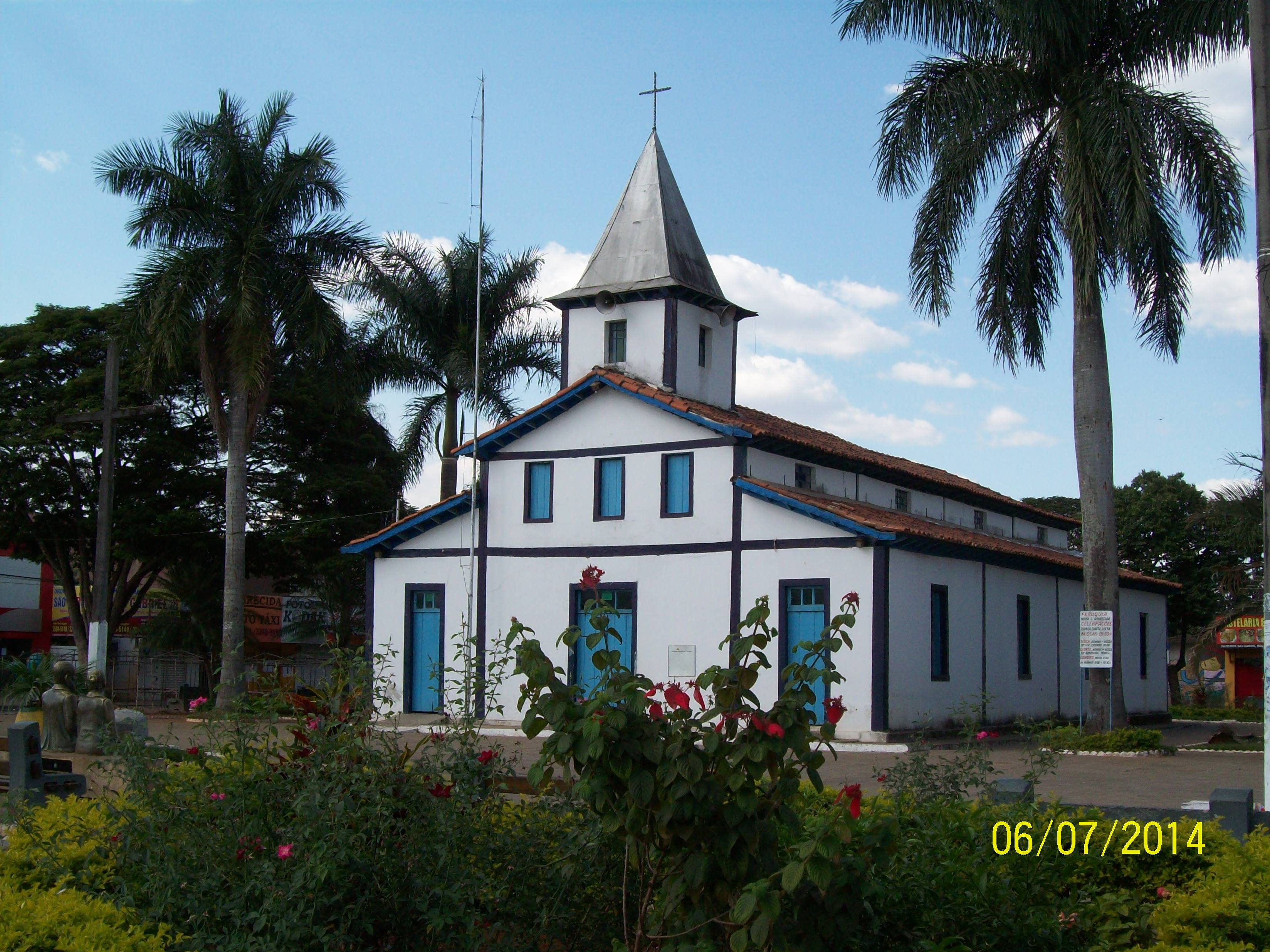
Igreja Matriz de Nossa Senhora de Aparecida.

A população do município em 2010, de acordo com o IBGE, era de 455 657 habitantes. Já a população estimada de 2013, ultrapassa meio milhão de habitantes que hoje são 500 619 habitantes. Por esse crescimento da população, o município passa de Cidade média para Cidade Grande.
O principal motivo para a grande população está na Conurbação de Aparecida com Goiânia, que impulsionou o crescimento do município, Aparecida faz parte da Região Metropolitana de Goiânia que é atualmente a décima maior aglomeração urbana do Brasil, com uma população de 2 173 141 habitantes. Apresenta uma densidade populacional de 1782,5 habitantes por km², sendo Aparecida o 2° maior município da Região Metropolitana e também do estado de Goiás. A população de Aparecida de Goiânia é formada por 99,75% de população urbana e 0,25% de população rural.
Em 2021, o município ultrapassou a marca de 600 mil habitantes e passou a ser uma das cidades mais populosas do país. O levantamento apontou também que Aparecida de Goiânia é o 17ª município brasileiro de maior população.
Segundo o censo brasileiro de 2022, a composição religiosa da cidade era de 42,66% católicos, 38,49% evangélicos ou protestantes, 1,86% espíritas, 0,9% umbandistas ou candomblecistas, 0,0% religião tradicional, 6,89% outras religiões, 9,11% irreligiosos, 0,02% não informados e 0,07% não declarados.

## Política

### Prefeitura

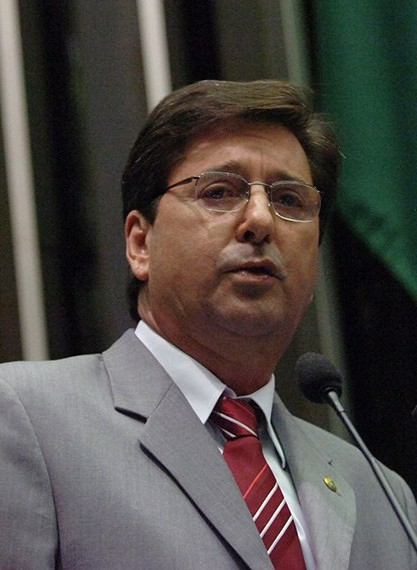
Ex-prefeito, Maguito Vilela

Em 3 de fevereiro de 1964, o governador do estado Mauro Borges Teixeira nomeou Licídio de Oliveira como o primeiro prefeito do então recém criado município de Aparecida de Goiânia. O presidente da República, Humberto de Alencar Castelo Branco, nomeou como interventor do governo de Goiás o tenente-coronel Meira Matos e para ocupar o cargo de prefeito o ex-combatente de guerra, José Bonifácio da Silva, cujo mandato se estendeu até 31 de janeiro de 1966. A partir dessa data, assumiu o primeiro prefeito eleito pelo voto direto, Tanner de Melo, e desde então todos os prefeitos foram eleitos de forma democrática. Atualmente, o prefeito do município é Vilmar Mariano, do MDB.

### Eleições gerais
| Eleição                        | Vencedor  | %         | Vencedor  | %         |
| ------------------------------ | --------- | --------- | --------- | --------- |
| 1998 (1°)                      | FHC       | 71,16%    | Iris      | 54,60%    |
| 1998 (2°)                      | Não houve | Não houve | Iris      | 52,19%    |
| 2002 (1°)                      | Lula      | 45,72%    | Marconi   | 43,25%    |
| 2002 (2°)                      | Lula      | 63,53%    | Não houve | Não houve |
| 2006 (1°)                      | Lula      | 48,78%    | Maguito   | 44,93%    |
| 2006 (2°)                      | Lula      | 66,33%    | Maguito   | 50,57%    |
| 2010 (1°)                      | Dilma     | 46,10%    | Iris      | 43,43%    |
| 2010 (2°)                      | Dilma     | 55,80%    | Iris      | 59,88%    |
| Fontes: 1998, 2002, 2006, 2010 |           |           |           |           |

De acordo com dados do Tribunal Superior Eleitoral referentes aos anos de 1998 a 2010, Aparecida de Goiânia geralmente atua como um reduto petista em eleições presidenciais e como um reduto pemedebista em eleições estaduais – ao contrário da capital estadual. A vitória mais recente de um presidenciável tucano em Aparecida ocorreu em 1998, quando Fernando Henrique Cardoso obteve o apoio esmagador do eleitorado aparecidense, conquistando mais de 71% dos votos válidos. Desde então, os presidenciáveis petistas ganharam a disputa em Aparecida tanto no primeiro quanto no segundo turno. Já nas disputas para governador, geralmente polarizadas entre PMDB e PSDB, a preferência da população local pelos candidatos peemedebistas é clara. Com exceção do pleito de 2002, quando o tucano Marconi Perillo obteve o apoio de 43,25% dos aparecidenses que compareceram às urnas, os candidatos pemedebistas ao governo foram hegemônicos em Aparecida.
No referendo de 2005, 62,2% dos eleitores aparecidenses que foram às urnas se declararam a favor da comercialização de armas de fogo e munição no país, enquanto 37,7% votaram contra.

## Economia

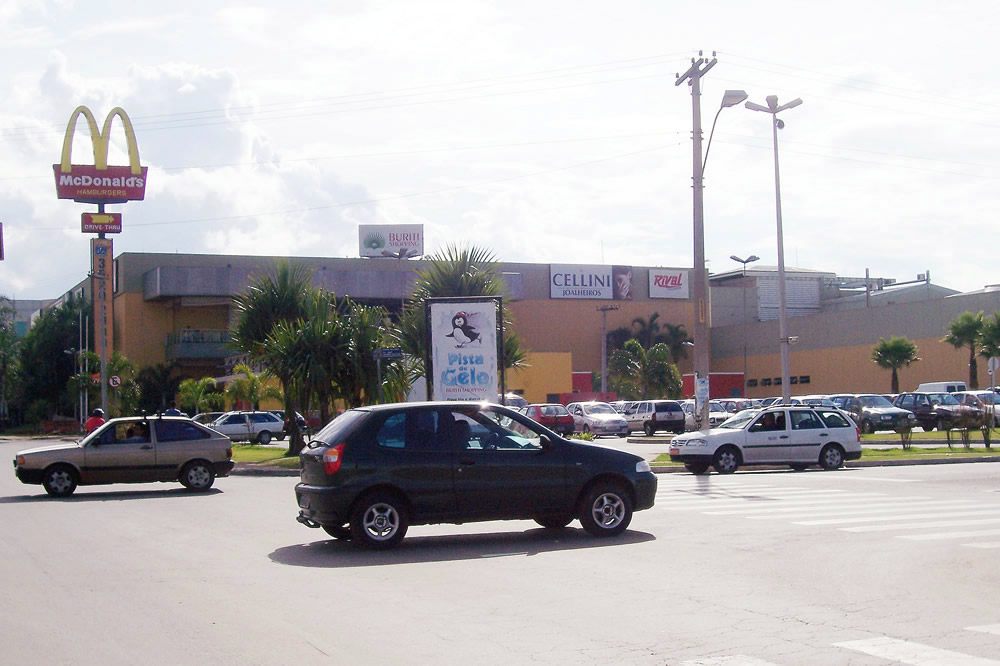
Avenida Rio Verde, shopping de Aparecida de Goiânia próximo a avenida Rio Verde, que divide Goiânia de Aparecida de Goiânia.

Em seus aspectos econômicos, a pecuária, com a criação de gado bovino com a finalidade de corte e leite é uma das atividades na sua pequena extensão rural. No município onde predomina a indústria extrativa de areia para construções, pedras, barro comum para fabricação de tijolos, a agricultura não é expressiva, tendo-se em vista que são atividades conflitantes, dentro de uma pequena área territorial rural, visto que 70% do seu território encontra-se hoje ocupado por grande proliferação imobiliária, cujos lotes e áreas diversas estão ocupadas por moradias e setores industriais.
O intercâmbio comercial, em maior escala, é realizado com o município de Goiânia e com outros estados, tendo como principal meio de acesso a rodovia BR-153. Por seu turno, Goiânia é o principal centro consumidor de seus produtos extrativos e industrializados. Supermercados, armazéns, mercearias e semelhantes realizam o abastecimento interno.
Aparecida de Goiânia possui agências dos Correios e Telégrafos, milhares de telefones instalados, ônibus de percurso entre a Capital e a maioria das regiões do município, bastante asfalto e muitos bens e serviços públicos, existindo agências bancárias como o Banco do Brasil, Bradesco, CEF, Itaú e outros.
Segundo levantamento do IBGE o município entrou para o ranking do 100 maiores PIB's do Brasil, ocupando 78ª posição. No campo do empreendedorismo a cidade também vem se destacando, figurando sempre entre as 100 cidades mais empreendedoras do Brasil, em 2024, a cidade apareceu na 35ª posição.

### Industrialização
Aparecida de Goiânia tem vocação industrial, pois conta com espaço, investimentos em infra-estrutura e logística de transporte que dão suporte à expansão econômica, na região". Ao mesmo passo perde o título de cidade dormitório. Na área de serviços, o produto interno bruto (PIB) do município registrou crescimento de 46% entre os anos de 2002 e 2006. Índice superior ao do Estado que foi de 35%. Segundo levantamento da Federação das Indústrias do Estado de Goiás (Fieg), o PIB geral de Goiás teve elevação de 35%, enquanto que o de Aparecida registrou 54%. Um avanço decorrente da expansão da atividade industrial na região. Além de Goiânia, a cidade faz limite com os municípios de Aragoiânia, Bela Vista de Goiás, Hidrolândia e Senador Canedo. O município conta com o Polo Empresarial Goiás, que reúne várias empresas de diversos segmentos, como as fraldas Sapeca, JC Distribuição Logística, entre outras. Em 2023,  Aparecida de Goiânia projeta avanços na área econômica, a exemplo do negociado intercambio comercial com cidades da Europa, como Benja, em Portugal, e expansão rumo ao comércio asiático, com países árabes.

### Indicadores socioeconômicos

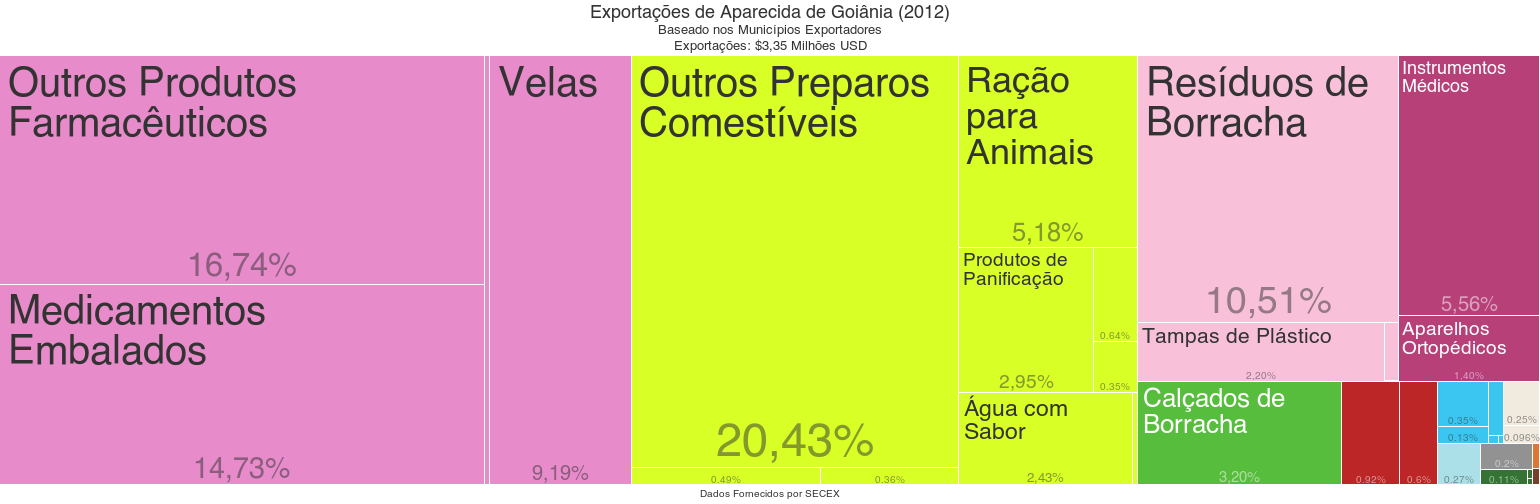
Atividades econômicas em Aparecida de Goiânia - (2012)

- PIB municipal (2021): R$ 16,98 bilhões[6]
- PIB per capita (2008): R$ 28.213,26[6]
- Composição do PIB (2008)[23]
- Valor adicionado bruto da agropecuária: R$ 5421 milhões
- Valor adicionado bruto da indústria: R$ 0,792 bilhão
- Valor adicionado bruto dos serviços: R$ 2,643 bilhões
- Impostos sobre produtos líquidos de subsídios: R$ 0,432 bilhão

## Desporto

### Futebol

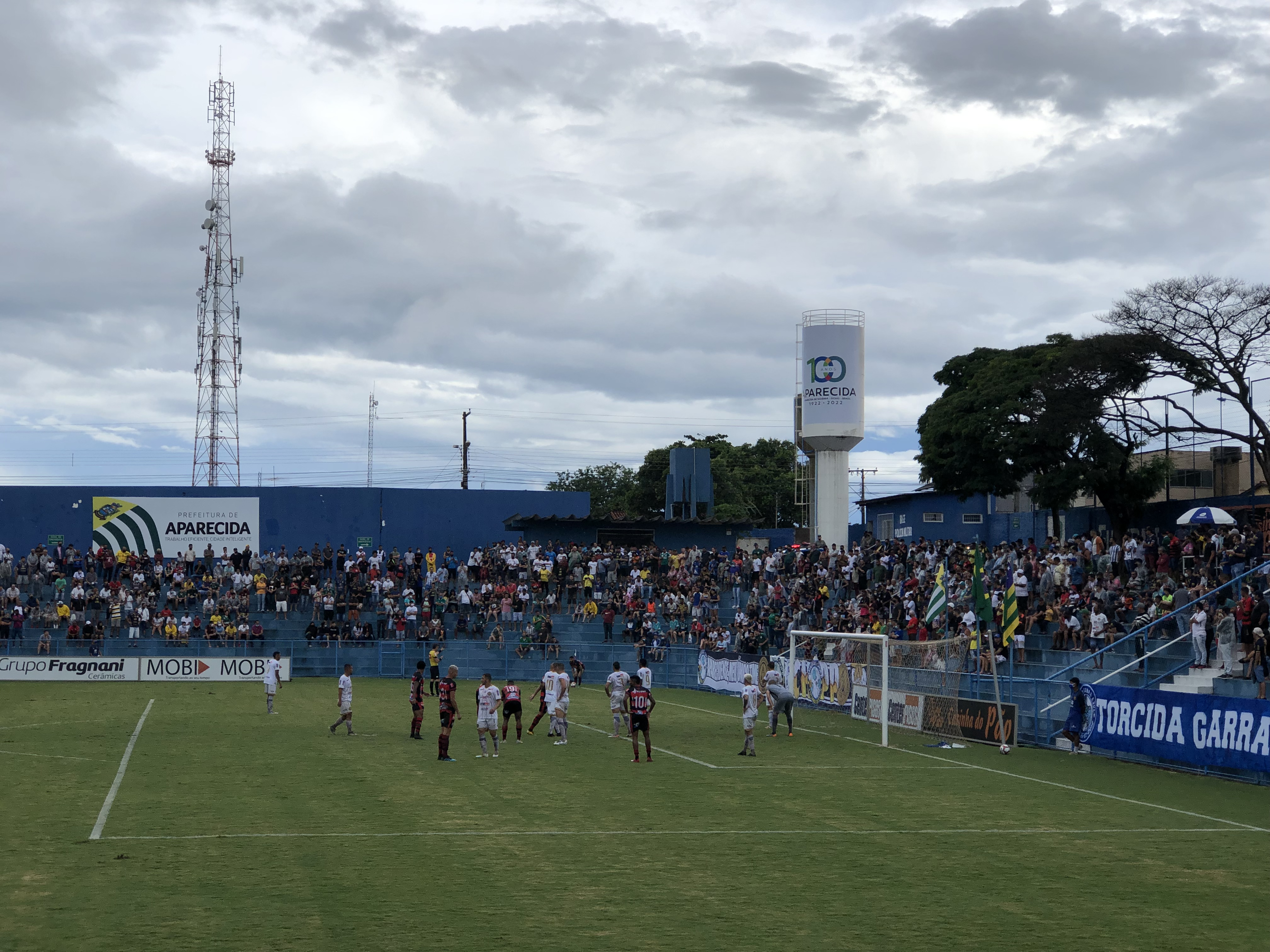
Estádio Annibal Batista, durante jogo da Aparecidense em 2021.

O município tem grande influência do futebol, inclusive na política. No futebol profissional é representado pelas agremiações: Associação Atlética Aparecidense (campeã do Brasileirão - Série D de 2021), Aparecida Esporte Clube e Cerrado Esporte Clube (campeã de 2021 da Terceira Divisão do Goianão).
O principal estádio de futebol do município é o Estádio Annibal Batista de Toledo, que pertence ao poder público (Prefeitura Municipal de Aparecida de Goiânia e Governo do Estado de Goiás). Com capacidade de público de 4800 espectadores, o estádio é utilizado pelos clubes profissionais de futebol da cidade em competições oficiais como: Campeonato Goiano de Futebol, Copa Verde e Brasileirão - Série D.